# Крупные провинции кремнекислого вулканизма
Крупные провинции кремнекислого вулканизма (англ. Silicic Large Igneous Provinces, SLIP) — это области, характеризующиеся резким преобладанием доли кислых эффузивных пород (от 40 до 90%), при занятой этими вулканитами площади не меньше 100 тыс. км², объеме изверженных пород не менее 100 тыс. км3, и продолжительности формирования провинции не более 50 млн лет. В фанерозое сформировались всего четыре таких провинции: Кеннеди-Коннорс-Обурн (северо-восток Австралии, средний карбон - ранняя пермь), Чон Айке (Патагония и Антарктический полуостров, средняя-поздняя юра), Уитсанди (Восточная Австралия, ранний мел) и Западная Сьерра-Мадре (Мексика, эоцен-миоцен). Вулканические породы SLIP обычно относятся к толеитовой (E-MORB) или известково-щелочной петрохимическим сериям.
Поскольку SLIP рассматриваются как частный случай LIP, которые по определению имеют внутриплитную природу, то в настоящее время в литературе отражены только модели, предполагающие генетическую связь таких провинций с обстановками континентального рифтогенеза, либо задугового, либо начинающего раскол континента; связь с субдукционными обстановками не рассматривается.
В публикациях для крупных провинций кремнекислого магматизма, в которых отсутствует в значительном количестве породы плутонической фации, иногда используется аббревиатура LRPs (Large Rhyolitic Provinces).
С крупными провинциями кремнекислого вулканизма связаны экономически значимые низко-сульфидизированные эпитермальные месторождения (т. н. трансильванско-карпатский тип), которые обычно бывают приурочены к ограничивающим кальдеры и грабены разломам. Так, например, золотоносные жилы и брекчии рудного поля Гуасапарес (Западная Сьерра-Мадре) пространственно ассоциируют с одноименной разломной зоной. А эпитермальную LS-минерализацию Патагонии связывают с асимметричными грабенами (полуграбенами).
1. ↑  Меловой окраинно-континентальный магматизм Северо-Востока Азии и вопросы генезиса крупнейших фанерозойских провинций кремнекислого вулканизма - диссертация  | ИСТИНА – Интеллектуальная Система Тематического Исследования НАукометрических данных. istina.msu.ru. Дата обращения: 1 октября 2018. Архивировано 1 октября 2018 года.
2. ↑  Scott Bryan, Phil Leat. Silicic volcanism: an undervalued component of large igneous provinces and volcanic rifted margins (англ.) // Volcanic rifted  ….
3. ↑  Silicic LIPs. www.mantleplumes.org. Дата обращения: 1 октября 2018. Архивировано 29 сентября 2018 года.
4. 1 2  (PDF) Silicic Large Igneous Provinces (англ.). ResearchGate. Дата обращения: 1 октября 2018. Архивировано 1 октября 2018 года.
5. ↑  Ломоносовские чтения - 2010 - Все о Геологии (geo.web.ru). geo.web.ru. Дата обращения: 1 октября 2018. Архивировано 1 октября 2018 года.
6. 1 2  Special Paper: Major Gold Deposits and Belts of the North and South American Cordillera: Distribution, Tectonomagmatic Settings, and Metallogenic Considerations | Request PDF (англ.). ResearchGate. Дата обращения: 10 февраля 2019. Архивировано 12 февраля 2019 года.
7. ↑  LIP Classification. www.mantleplumes.org. Дата обращения: 1 октября 2018. Архивировано 11 октября 2018 года.
8. ↑  Hetu Sheth. ‘Large Igneous Provinces (LIPs)’: Definition, recommended terminology, and a hierarchical classification (2007) // Earth-Science Reviews. — 2007-12-01. — Т. 85. — doi:10.1016/j.earscirev.2007.07.005.
9. ↑  Large igneous province
10. ↑  (PDF) Epithermal mineralization controlled by synextensional magmatism in the Guazapares Mining District of the Sierra Madre Occidental silicic large igneous province, Mexico (англ.). ResearchGate. Дата обращения: 9 февраля 2019. Архивировано 10 февраля 2019 года.